# Мавлянов, Нажмиддин Джалолдинович
Нажмидди́н Джалолди́нович Мавля́нов (узб. Najmiddin Djaloldinovich Mavlyanov); род.3 декабря 1979, в Самарканде — российский и узбекский оперный певец (тенор), ведущий солист Московского академического Музыкального театра имени К. С. Станиславского и Вл. И. Немировича-Данченко, приглашенный солист Большого театра, Мариинского театра, Королевского театра Ковент-Гарден, театра Метрополитен-опера, театра «Ла Скала», Венской государственной оперы, Баварской государственной оперы, Дрезденской оперы (Земперопер), Фламандской оперы, Немецкой оперы на Рейне, Израильской оперы в Тель-Авиве.

## Биография и творческая деятельность
Нажмиддин Мавлянов родился в Самарканде (Узбекистан). Свое первое музыкальное образование он получил в Самаркандском училище искусств (педагог по вокалу — Щетинина А. В.), где учился с 1998 по 2002 гг. По окончании ему — как занявшему первое место среди всех выпускников училищ — было предоставлено право быть принятым без экзаменов в Государственную консерваторию Узбекистана в Ташкенте, где он в 2002—2006 гг. учился по программе бакалавриата, а затем, в 2006—2008 гг., продолжил свое профессиональное совершенствование в магистратуре в классе Александровой О. А., причем уже с 2003 г. был приглашен в Ташкентский государственный академический театр оперы и балета им. Алишера Навои, где проработал в качестве солиста до 2010 г. За это время Нажмиддин Мавлянов исполнил там партии Хосе («Кармен» Бизе), Лыкова («Царская невеста» Римского-Корсакова), Ленского («Евгений Онегин» Чайковского), Альфреда («Травиата» Верди), Неморино («Любовный напиток» Доницетти), Господина Фогельзанга («Директор театра» Моцарта), Рудольфа («Богема» Пуччини) и др.
Кроме того, он принял участие в ряде международных конкурсов, после одного из которых был приглашен в Московский академический Музыкальный театр имени К. С. Станиславского и Вл. И. Немировича-Данченко, где в качестве солиста дебютировал 8 октября 2010 года в партии Альваро в опере Верди «Сила судьбы». В 2011 году Нажмиддин Мавлянов исполнил на сцене этого театра партии Гофмана в опере «Сказки Гофмана» Оффенбаха, Альфреда («Травиата» Верди) и Хосе («Кармен» Бизе). Будучи уже ведущим солистом, он в последующие годы выступил в целом ряде главных партий, постепенно расширяя свой репертуар и одинаково успешно исполняя музыку русских, итальянских и французских композиторов: так, в 2012 году он дебютировал в партиях Вертера (в одноименной опере Массне), Эдгардо («Лючия ди Ламмермур» Доницетти), Ленского («Евгений Онегин» Чайковского), в 2013 году впервые выступил в партиях Рудольфа («Богема» Пуччини), Камилла де Россильона («Веселая вдова» Легара), Пинкертона («Мадам Баттерфляй» Пуччини) и Каварадосси («Тоска» Пуччини), в 2014 году дебютировал в партии Радамеса («Аида» Верди в постановке Петера Штайна), а в 2015 г. в постановке «Хованщины» Мусоргского (дирижёр Александр Лазарев) выступил в двух партиях — Князя Василия Голицына и Князя Андрея Хованского, а также дебютировал в партии Ясона («Медея» Керубини).
Что касается гастролей за пределами России, то в ноябре 2013 года Нажмиддин Мавлянов дебютировал на сцене Фламандской оперы в Антверпене в партии Каварадосси («Тоска» Пуччини), а осенью 2014 года исполнил ту же партию в Дюссельдорфе (Германия) на сцене Немецкой оперы на Рейне.
Также он гастролировал в Абхазии, Белоруссии, Китае, Южной Корее, Франции, Греции, Ирландии, Швейцарии, Италии, Австрии.
Кроме того, 29 ноября 2014 года состоялся дебют певца на сцене Мариинского театра в партии Манрико в опере Верди «Трубадур», а в 2015 году он исполнил на этой сцене партию Пинкертона в опере Пуччини «Мадам Баттерфляй».
С 17 января 2015 года Нажмиддин Мавлянов является приглашенным солистом Большого театра, где исполняет партии Альфреда в опере Верди «Травиата», Водемона в опере Чайковского «Иоланта», Фауста в «Осуждении Фауста» Берлиоза (постановка Петера Штайна, дирижёр — Туган Сохиев, премьера состоялась в июле 2016 г.).
Летом 2015 г. он также выступил на сцене Михайловского театра в партии Манрико («Трубадур» Верди в постановке Дмитрия Чернякова) и на сцене Немецкой оперы на Рейне (г. Дуйсбург, Германия) — в партиях Риккардо/Густаво («Бал-маскарад» Верди) и Радамеса («Аида» Верди).
В сентябре 2015 г. состоялся дебют певца на сцене Финской Национальной оперы в Хельсинки в партии Каварадосси («Тоска» Пуччини). Кроме того, осенью 2015 г. он выступил в той же партии и на сцене Национального академического театра оперы и балета Республики Казахстан «Астана Опера» в рамках фестиваля «Шелковый путь». На сцене Фламандской оперы Нажмиддин Мавлянов исполнил партию Рудольфа в опере «Богема» Пуччини в целой серии спектаклей в Антверпене (декабрь 2015 г.) и Генте (январь 2016 г.) (режиссёр постановки — Роберт Карсен), 11 января 2016 г. состоялся его дебют на сцене Королевского театра Ковент-Гарден в Лондоне в партии Каварадосси («Тоска» Пуччини).
14 февраля 2016 г. Нажмиддин Мавлянов дебютировал на Исторической сцене Мариинского театра в партии Андрея Хованского в опере Мусоргского «Хованщина» (дирижёр — Валерий Гергиев), а 20 марта 2016 г. — также с дирижёром Валерием Гергиевым — он впервые исполнил на сцене этого театра партию Каварадосси в опере Пуччини «Тоска».
16 апреля 2016 г. певец дебютировал на сцене Израильской оперы в Тель-Авиве в партии Ромео в опере Гуно «Ромео и Джульетта».
Летом 2016 г. в Санкт-Петербурге в рамках XXIV музыкального фестиваля «Звезды белых ночей» Нажмиддин Мавлянов трижды выходил на сцену Мариинского театра: в спектаклях «Трубадур» (дирижёр — Валерий Гергиев) и «Тоска» (в партии Тоски — Мария Гулегина, дирижёр — Валерий Гергиев), а также в концертном исполнении «Реквиема» Верди (вместе с Татьяной Сержан, Ольгой Бородиной, Ферруччо Фурланетто, дирижёр — Джеймс Конлон).
В сентябре 2016 г. Нажмиддин Мавлянов открыл сезон в Михайловском театре, исполнив партию Рудольфа на премьере оперы Пуччини «Богема» (постановка Роберта Карсена).
В ноябре 2016 г. певец впервые исполнил партию Германа на премьере оперы Чайковского «Пиковая дама» в Московском академическом Музыкальном театре имени К. С. Станиславского и Вл. И. Немировича-Данченко (постановка Александра Тителя, дирижёр Александр Лазарев), а в декабре 2016 г. Нажмиддин Мавлянов выступил в партии Манрико в опере Верди «Трубадур» в серии из четырёх спектаклей на сцене Королевского театра Ковент-Гарден в Лондоне.
В начале января 2017 г. Нажмиддин Мавлянов выступил с концертами из оперных арий с оркестром Фламандской оперы в Антверпене и Генте. А в феврале и марте он впервые исполнил партию Габриэля Адорно в опере Верди «Симон Бокканегра», спев серию из 14 спектаклей на сцене Фламандской оперы в Антверпене, Генте, а также в Люксембурге. В мае 2017 г. на сцене Малого зала Московской государственной консерватории Нажмиддин Мавлянов представил программу арий из опер Понкьелли, Верди, Пуччини, Масканьи и Чайковского.
Летом 2017 г. состоялись два важных дебюта певца на сцене Мариинского театра: 10 июня — в заглавной партии в опере «Дон Карлос» Верди, а 25 июня — в партии Мориса Саксонского в опере Чилеа «Адриана Лекуврёр», оба раза оркестром дирижировал Валерий Гергиев. Кроме того, 21 июня состоялся его незапланированный дебют на Новой сцене Большого театра в Москве в роли Рудольфа в спектакле «Богема» (в постановке Федерика Мердиты), когда он в срочном порядке заменил заболевшего исполнителя.
В сентябре 2017 г. Нажмиддин Мавлянов открыл новый сезон сразу в двух оперных театрах: сначала в Мариинском — в партии Мориса Саксонского («Адриана Лекуврёр» Чилеа), а затем в Московском академическом Музыкальном театре имени К. С. Станиславского и Вл. И. Немировича-Данченко — в партии Германа («Пиковая дама» Чайковского). В середине октября 2017 г. он дважды выступил на сцене Оперного театра Гонконга в партии Радамеса в опере Верди «Аида». В конце октября и начале ноября 2017 г. состоялись ещё два дебюта певца в операх Верди на сцене Мариинского театра: сначала в партии Габриэля Адорно в опере «Симон Бокканегра», а затем в партии Риккардо (Ричарда) в опере «Бал-маскарад». А 16 ноября 2017 г. Нажмиддин Мавлянов дебютировал в партии Дона Карлоса в одноименной опере Верди на сцене Большого театра.
В начале 2018 г. Нажмиддин Мавлянов участвовал в гастролях Мариинского театра, в ходе которых спел партию Водемона в концертном исполнении оперы Чайковского «Иоланта» сначала дважды в Риме на сцене Академии «Санта-Чечилия», затем в Гамбурге в Большом зале Эльбской филармонии, а затем в Мюнхенской филармонии в рамках музыкального фестиваля MPHIL 360° (дирижер — Валерий Гергиев). 26 января 2018 г. певец дебютировал в заглавной партии в концертном исполнении оперы Джордано «Андре Шенье» на сцене Московского театра «Новая опера» им. Е.Колобова (дирижер — Фабио Мастранджело). 28 февраля 2018 г. Нажмиддин Мавлянов участвовал в премьере оперы Яначека «Енуфа» в Московском академическом Музыкальном театре имени К. С. Станиславского и Вл. И. Немировича-Данченко, где исполнил партию Штевы Бурыйя. А в марте 2018 г. певец впервые выступил на сцене Немецкой оперы в Берлине в постановке оперы Пуччини «Тоска» в партии Каварадосси.
В апреле 2018 г. Союз музыкальных критиков России объявил Нажмиддина Мавлянова победителем в номинации «Певец года» в разделе «Академическая музыка». Также в апреле 2018 г. Нажмиддин Мавлянов дебютировал в Японии, на сцене Нового Национального театра Токио (NNTT) в партии Радамеса, выступив в серии из семи спектаклей оперы Верди «Аида» в постановке Франко Дзеффирелли. А в мае состоялся дебют певца на сцене театра Метрополитен-опера в Нью-Йорке, где он исполнил партию Каварадосси в двух представлениях оперы Пуччини «Тоска» (в роли Тоски — Анна Нетребко).
В июне 2018 года Нажмиддин Мавлянов выступил в партии Германа в концертном исполнении «Пиковой дамы» с труппой Мариинского театра в Москве, в Зале им. Чайковского (дирижер — Валерий Гергиев). В июле исполнил партию Хосе в серии спектаклей «Кармен» на сцене Израильской оперы (в постановке Франко Дзеффирелли). В августе принял участие в III Международном Дальневосточном фестивале «Мариинский» во Владивостоке, где спел в операх «Кармен», «Иоланта» (в концертном исполнении) и «Пиковая дама» (в постановке Юрия Темирканова), впервые выступив на Приморской сцене Мариинского театра.
В сентябре 2018 г. Нажмиддин Мавлянов дебютировал в партии Пьера Безухова в опере Прокофьева «Война и мир» в Московском академическом Музыкальном театре имени К. С. Станиславского и Вл. И. Немировича-Данченко (постановка Александра Тителя, дирижёр — Феликс Коробов), в конце октября он впервые выступил в партии Туридду в опере Масканьи «Сельская честь» на сцене Немецкой оперы на Рейне в Дюссельдорфе.
В ноябре 2018 г. состоялись два дебюта певца в спектаклях Большого театра — сначала в партии Хосе в опере Бизе «Кармен», а затем — в партии Германа в «Пиковой даме» Чайковского, а затем он принял участие в гастролях труппы Мариинского театра в Нанкине (Китай), где дважды выступил на сцене Центра исполнительских искусств провинции Цзянсу в партии Каварадосси в опере Пуччини"Тоска" (в роли Тоски — Мария Гулегина). 7 декабря 2018 г. на Исторической сцене Мариинского театра состоялся дебют Нажмиддина Мавлянова в партии Макдуфа в опере Верди «Макбет», а 11 декабря он принял участие в гастролях Мариинского театра в Римини (Италия), выступив в партии Габриэля Адорно в опере Верди «Симон Бокканегра» на сцене Театра Аминторе Галли (дирижер — Валерий Гергиев).
9 марта 2019 г. Нажмиддин Мавлянов впервые исполнил партию Канио в опере Леонкавалло «Паяцы» на сцене Мариинского театра. Затем он выступил в партии Каварадосси: сначала в серии спектаклей «Тоска» на сцене Израильской оперы в Тель-Авиве (дирижер — Даниэль Орен), затем — в спектаклях Венгерской государственной оперы на сцене Театра Эркеля в Будапеште, где чуть ранее принял участие в концертном исполнении оперы «Иоланта» (дирижер — Валерий Гергиев) в партии Водемона в Национальном Концертном зале им. Белы Бартока. В мае 2019 г. состоялся дебют певца в спектакле «Пиковая дама» на сцене Мариинского театра в партии Германа, а в июне — его выступление в партии Макдуфа в премьерной серии спектаклей в постановке оперы Верди «Макбет» на сцене Фламандской оперы в Антверпене. В августе 2019 г. Нажмиддин Мавлянов исполнил партию Радамеса в опере «Аида» на торжественном закрытии IV Международного Дальневосточного фестиваля «Мариинский» во Владивостоке, а потом, осенью 2019 г., выступил в той же партии сначала в серии спектаклей в Большом театре Женевы, а затем — в Санкт-Петербурге на Исторической сцене Мариинского театра.
В феврале 2020 г. Нажмиддин Мавлянов дебютировал в заглавной партии в опере «Садко» Римского-Корсакова, выступив в серии премьерных спектаклей на сцене Большого театра (режиссёр-постановщик Дмитрий Черняков, дирижёр-постановщик Тимур Зангиев), а в марте он дважды исполнил ту же партию в спектакле на Исторической сцене Мариинского театра (в постановке Алексея Степанюка). В июле и августе 2020 г. он принял участие в концертных исполнениях опер «Трубадур» Верди и «Сельская честь» Масканьи на сцене Мариинского театра.
Начало сезона 2020/2021 гг., ознаменовалось дебютами Нажмиддина Мавлянова на сцене Венской государственной оперы, где он выступил в сентябре в партии Габриэля Адорно в серии спектаклей в опере Верди «Симон Бокканегра» (режиссёр — Петер Штайн, дирижёр — Эвелино Пидо, солисты — Пласидо Доминго, Хибла Герзмава), и на сцене Дрезденской государственной оперы в партии Каварадосси в опере Пуччини «Тоска» (солисты — Кристине Ополайс и Алексей Марков). 25 октября 2020 г. состоялся большой сольный концерт Нажмиддина Мавлянова на сцене Московского академического Музыкального театра имени К. С. Станиславского и Вл. И. Немировича-Данченко. В конце 2020 г. певец дебютировал в спектаклях Мариинского театра «Сельская честь» и «Иоланта». В феврале 2021 г. состоялись его гастроли на Приморской сцене Мариинского театра во Владивостоке, где он выступил в операх «Дон Карлос» и «Пиковая дама», а в марте певец дебютировал в партии Риккардо в спектакле Большого театра «Бал-маскарад». В 2021 году также состоялись дебюты Нажмиддина Мавлянова в партии Макса в опере"Вольный стрелок" Вебера (в июне — на сцене театра им. Станиславского и Немировича-Данченко, дирижёр Фабрис Боллон, режиссёр Александр Титель), в партии Калафа в опере Пуччини «Турандот» (в августе — на Приморской сцене Мариинского театра, где опера идет в постановке Шарля Рубо) и в партии Отелло в одноимённой опере Верди (в сентябре — в постановке театра им. Станиславского и Немировича-Данченко, дирижёр Феликс Коробов, режиссёр Андрей Кончаловский). А в октябре певец выступил в серии спектаклей «Тоска» в партии Каварадосси на сцене Баварской государственной оперы (дирижер Даниэль Орен, режиссёр Люк Бонди). В ноябре 2021 года Нажмиддин Мавлянов впервые исполнил партию Дика Джонсона в опере Пуччини «Девушка с Запада» на сцене Мариинского театра в постановке Арно Бернара, а в декабре дебютировал в партии Измаила («Набукко» Верди) на сцене театра Ковент Гарден в Лондоне (дирижер Даниэль Орен, режиссёр Даниэль Аббадо).
В феврале 2022 года состоялся дебют Нажмиддина Мавлянова на сцене миланского театра «Ла Скала», где он выступил в партии Германа в премьерной серии спектаклей «Пиковая дама» (дирижеры Валерий Гергиев и Тимур Зангиев, режиссёр Маттиас Хартман). Затем состоялись два дебюта певца на сцене Большого театра: в апреле — в партии Каварадосси в опере Пуччини «Тоска» в постановке Даниэле Каллегари, а в июне — в партии Самозванца в легендарном спектакле «Борис Годунов» в постановке Леонида Баратова. А в декабре Нажмиддин Мавлянов впервые вышел на сцену Голландской национальной оперы в Амстердаме, где участвовал в новой постановке оперы Пуччини «Турандот» (дирижер Лоренцо Виотти, режиссёр Барри Коски), исполнив партию Калафа.
Весной 2023 года Нажмиддин Мавлянов выступил в двух новых для себя партиях на сцене Гамбургского оперного театра (Staatsoper Hamburg) — в партии Луиджи в опере Пуччини «Плащ» (дирижер Джампаоло Бизанти, режиссёр Аксель Раниш), а затем в партии Поллиона в опере Беллини «Норма» (дирижер Джампаоло Бизанти, режиссёр Йона Ким). А в июне-июле 2023 года он с большим успехом спел партию Радамеса в 8 спектаклях «Аида» в Сиднейском оперном театре (Sydney Opera House) (дирижер Лоренцо Пассерини, режиссёр Давиде Ливерморе).

## Репертуар
Партии, исполненные на сцене Московского Академического музыкального театра им. К. С. Станиславского и В. И. Немировича-Данченко:
- Альваро («Сила судьбы» Верди)
- Гофман («Сказки Гофмана» Оффенбаха)
- Альфред Жермон («Травиата» Верди)
- Хосе («Кармен» Бизе)
- Вертер («Вертер» Массне)
- Камилл де Россильон («Веселая вдова» Легара)
- Эдгардо («Лючия ди Ламмермур» Доницетти)
- Ленский («Евгений Онегин» Чайковского)
- Рудольф («Богема» Пуччини)
- Пинкертон («Мадам Баттерфляй» Пуччини)
- Каварадосси («Тоска» Пуччини)
- Радамес («Аида» Верди)
- Ясон («Медея» Керубини)
- Князь Василий Голицын («Хованщина» Мусоргского)
- Князь Андрей Хованский («Хованщина» Мусоргского)
- Герман («Пиковая дама» Чайковского)
- Штева Бурыйя («Енуфа» Яначека)
- Пьер Безухов («Война и мир» Прокофьева)
- Макс («Вольный стрелок» Вебера)
- Отелло («Отелло» Верди)
- Герцог («Риголетто» Верди)

Также в репертуаре:
- Лыков («Царская невеста» Римского-Корсакова)
- Альмавива («Севильский цирюльник» Россини)
- Господин Фогельзанг («Директор театра» Моцарта)
- Компессино («Кролик и койот» В.Расгадо)
- Молодой цыган («Алеко» Рахманинова)
- Неморино («Любовный напиток» Доницетти)
- Водемон («Иоланта» Чайковского)
- Риккардо («Бал-маскарад» Верди)
- Манрико («Трубадур» Верди)
- Надир («Искатели жемчуга» Бизе)
- Ромео («Ромео и Джульетта» Гуно)
- Фауст («Осуждение Фауста» Берлиоза)
- Габриэль Адорно («Симон Бокканегра» Верди)
- Дон Карлос («Дон Карлос» Верди)
- Морис Саксонский («Адриана Лекуврёр» Чилеа)
- Андре Шенье («Андре Шенье» Джордано)
- Туридду («Сельская честь» Масканьи)
- Макдуф («Макбет» Верди)
- Канио («Паяцы» Леонкавалло)
- Садко («Садко» Римского-Корсакова)
- Калаф («Турандот» Пуччини)
- Дик Джонсон («Девушка с Запада» Пуччини)
- Измаил («Набукко» Верди)
- Самозванец («Борис Годунов» Мусоргского)
- Луиджи («Плащ» Пуччини)
- Поллион («Норма» Беллини)
- Родольфо («Луиза Миллер» Верди)
- Лорис Ипанов («Федора» Джордано)
- Эрнани («Эрнани» Верди)

Кроме того, Нажмиддин Мавлянов исполнял партию тенора в «Реквиеме» Моцарта, «Реквиеме» Верди, «Песни о земле» Малера, кантате Орфа «Кармина бурана». В его концертном репертуаре — неаполитанские, английские, немецкие, русские народные песни, а также камерные программы, в том числе вокальный цикл Шостаковича «Из еврейской народной поэзии». В 2013 и 2014 годах он выступал на сцене Рахманиновского зала Московской государственной консерватории с программами из романсов Чайковского и Рахманинова, испанских и неаполитанских песен.
13 ноября 2018 года Нажмиддин Мавлянов представил программу русских народных песен, выступив с Государственным академическим русским народным ансамблем «Россия» имени Л. Г. Зыкиной (дирижёр Дмитрий Дмитриенко) в Камерном зале Московского международного дома музыки. Этот концерт стал презентацией диска «Песня русская сердцем поётся», выпущенного фирмой Universal Music и представленного на нескольких интернет-платформах, в том числе на Яндекс Музыка.

## Видеозаписи оперных спектаклей и концертных выступлений
1. Чайковский «Пиковая дама» — Н.Мавлянов. Е.Гусева, Е.Заремба, Е.Качуровский, А.Шишляев, хор и оркестр МАМТ СНД, режиссёр — А.Титель, дирижёр — А.Лазарев, 2016 г.
2. Керубини «Медея» — Х.Герзмава, Н.Мавлянов, Д.Терехова, Ф.Кудрявцев, хор и оркестр МАМТ СНД, режиссёр — А.Титель, дирижёр — Ф.Коробов, 2017 г.
3. Мусоргский «Хованщина» — Д.Ульянов, Н.Ерохин, Н.Мавлянов, К.Дудникова, Д.Макаров, хор и оркестр МАМТ СНД, режиссёр — А.Титель, дирижёр — А.Лазарев, 2018 г.
4.Чайковский «Иоланта» — И.Чурилова, Н.Мавлянов, С.Трофимов, А.Марков, Парижская филармония (Philharmonie de Paris), хор и оркестр Мариинского театра, дирижёр — В.Гергиев, 2019 г. (концертное исполнение).
5. Верди «Аида» — С.Фарноккья, Н.Мавлянов, А.Смирнова, А.Марков, Л.Ли, Хор и оркестр Большого театра Женевы, режиссёр — Ф.МакДермотт, дирижёр — А.Фольяни, 2019 г.
6. Джордано «Андре Шенье» — Н.Мавлянов, И.Морева, С.Мурзаев, хор и оркестр «Новой оперы», режиссёр — А.Вэйро, дирижёр — Ф.Мастранджело, 2020 г. (концертное исполнение).
7. Римский-Корсаков «Садко» — Н.Мавлянов, А.Гарифуллина, Е.Семенчук, хор и оркестр Большого театра, режиссёр — Д.Черняков, дирижёр — Т.Зангиев, 2020 г.
8. Масканьи «Сельская честь» — Е.Семенчук, Н.Мавлянов, Р.Бурденко, Концертный зал им. Чайковского, хор и оркестр Мариинского театра, дирижёр — В.Гергиев, 2020 г.(концертное исполнение).
9. Гала-концерт звезд мировой оперы и спорта — М.Гулегина, Н.Мавлянов, Дворец гимнастики Ирины Винер-Усмановой, Симфонический оркестр Москвы «Русская филармония», дирижёр — Михаил Шехтман, 2021 г.
10. Чайковский «Пиковая дама» — Н.Мавлянов, А, Григорян, Ю.Герцева, А.Марков, Р.Бурденко, хор и оркестр «Ла Скала» (Милан), режиссёр — М.Хартман, дирижёр — Т.Зангиев. 2022 г.
11. Верди «Набукко» — Э.Амартувшин, Л.Монастырская, Н.Мавлянов, А.Виноградов, В.Бержанская, хор и оркестр Королевского театра «Ковент Гарден» (Лондон), (Royal Opera House), режиссёр — Д.Аббадо, дирижёр — Д.Орен, 2022 г.
12. Чайковский «Пиковая дама» — Н.Мавлянов, Е.Семенчук, А.Кикнадзе, А.Ганбаатар, Э.Умеров, Мариинский театр, режиссёр — А.Степанюк, дирижёр — В.Гергиев, 2023 г.
13. Чайковский «Пиковая дама» — Н.Мавлянов, Е.Михайлова, Е.Крапивина, В.Целебровский, Е.Мулярчик, Царское село, фестиваль «Опера — всем», Симфонический оркестр Музыкального театра им. Ф. И. Шаляпина «Северная Симфония», хор Музыкального театра им. Ф. И. Шаляпина, режиссёр — И.Архипов, дирижёр — Ф.Мастранджело, 2024 г.

## Награды, звания
Лауреат Конкурса вокалистов — призёров Всероссийских и международных конкурсов в рамках фестиваля имени Л.Собинова в Саратове в 2011 г. (1 место и специальный приз).
В декабре 2017 г. удостоен Благодарности Мэра Москвы за большой вклад в развитие культуры и добросовестный труд.
В марте 2021 года присуждена российская оперная премия Casta Diva в номинации «Певец года» по итогам 2020 года (за партию Садко в одноимённой опере Римского-Корсакова в спектакле Большого театра).
В 2021 году получил российскую национальную театральную премию «Золотая маска» в номинации «Лучшая мужская роль в опере» за заглавную роль в спектакле «Садко» (Большой театр).
В 2022 году стал лауреатом Международной профессиональной музыкальной премии «BraVo» в номинации «Лучший классический мужской вокал».